# Klockenstraße 8

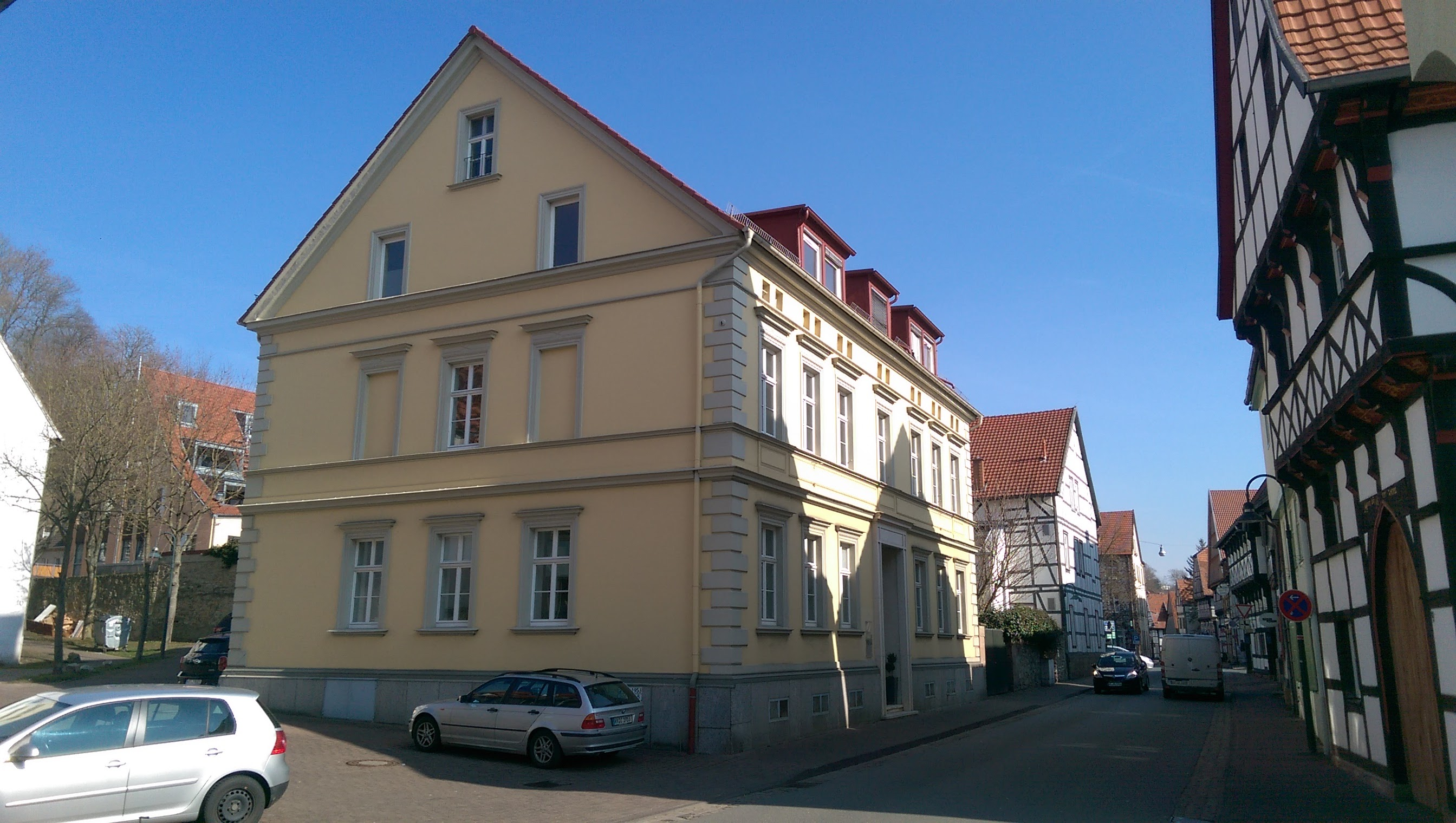
Warburg, Klockenstraße 8 (2016)

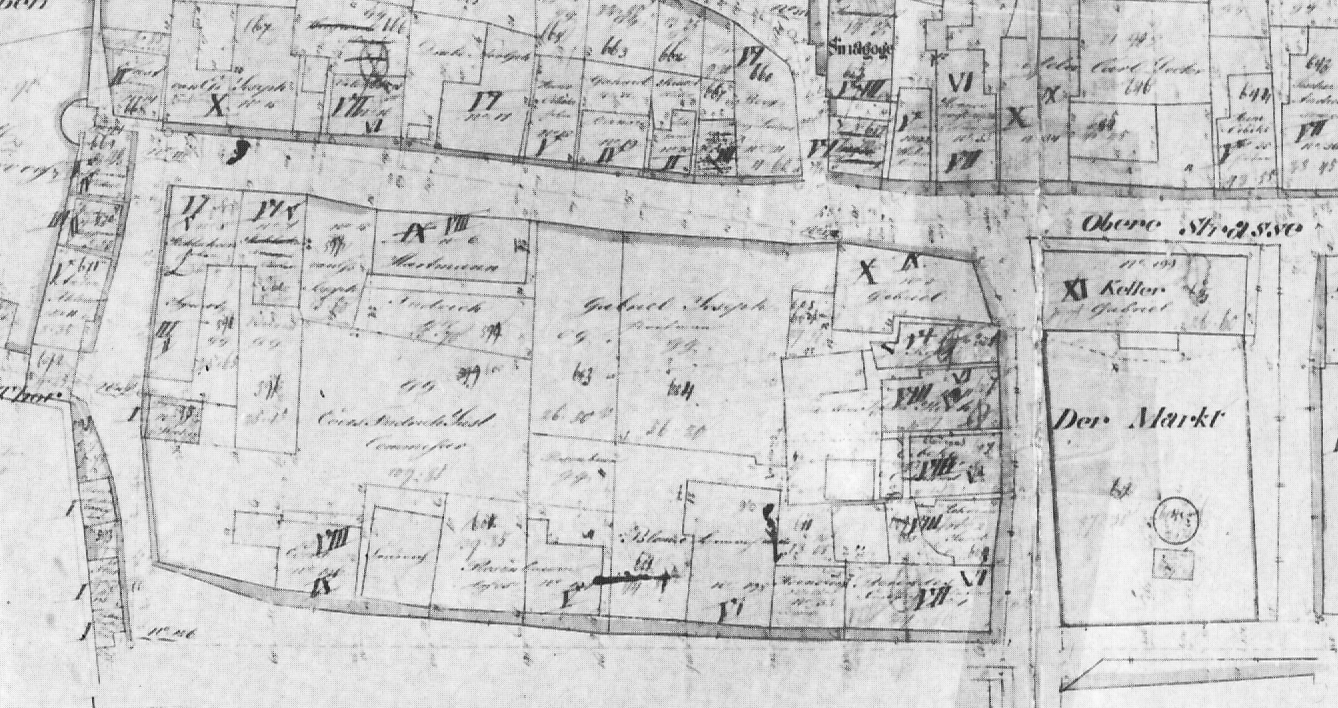
Ausschnitt aus dem Urkataster (1831)

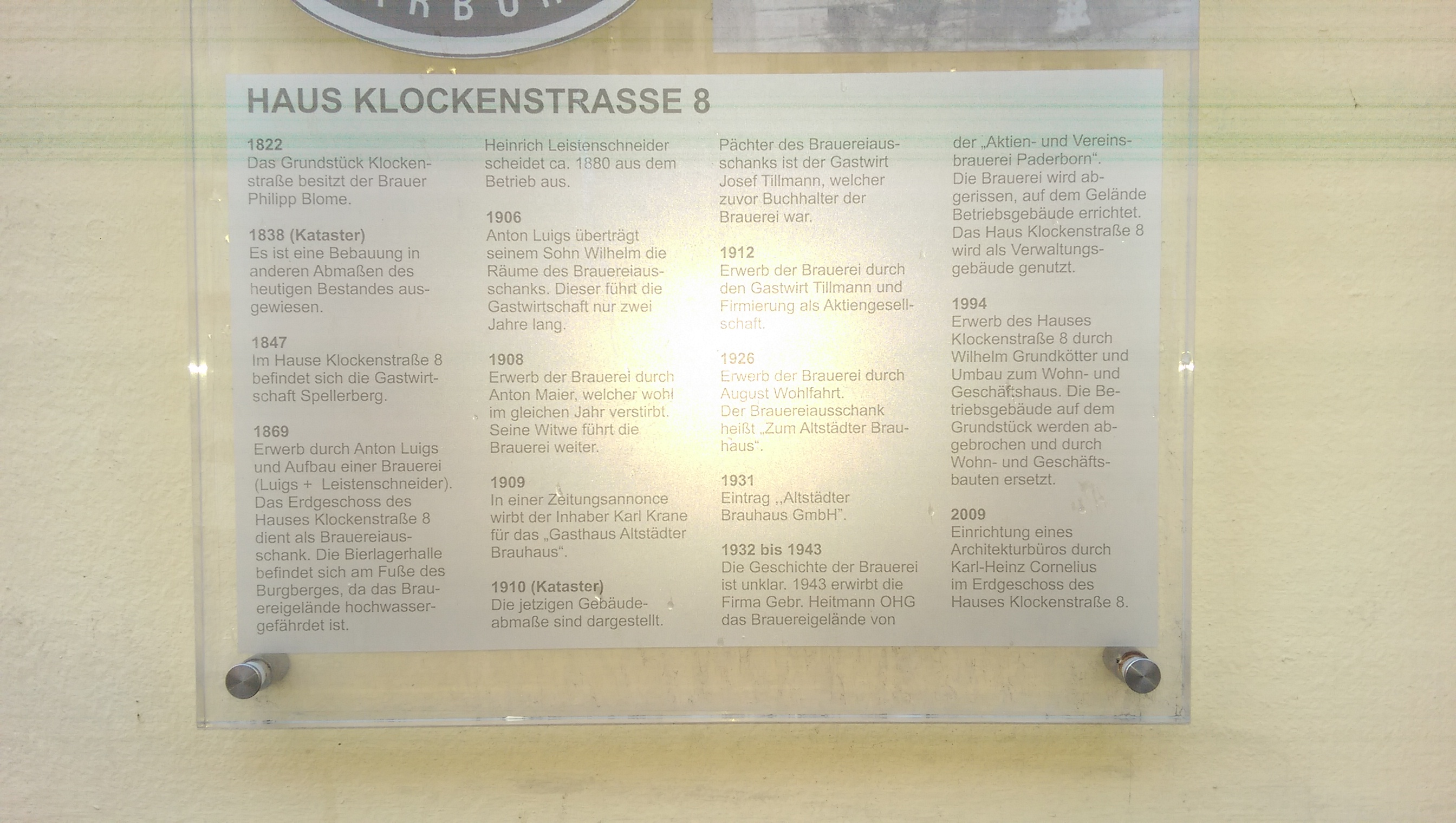
Gedenktafel am Gebäude

Klockenstraße 8 bezeichnet ein klassizistisches Gebäude in der Warburger Altstadt. Es steht unter Denkmalschutz.

## Geschichte

### Die Vorgängerbauten
Die Grundstücke an der Nordseite der Warburger Klockenstraße wurden bereits seit dem Mittelalter bebaut und bewohnt. Auf dem Urkataster der Stadt Warburg von 1831, Flur VI, sind noch eine Reihe von vier Grundrissen von ehemaligen Häusern dargestellt. Bei dem größten, das an Stelle des heutigen Gebäudes Nr. 8 lag, handelte es sich offenbar um ein in die Tiefe des Grundstückes errichtetes, giebelständiges Fachwerkhaus, dem ein etwas breiteres Hinterhaus angebaut war. Nördlich schloss sich ein großer Garten an, der bis zur heutigen Josef-Kohlschein-Straße reichte.

### Nutzung als Altstädter Brauhaus ab 1822
1822 wurde der Bierbrauer Philipp Blome als Eigentümer dieses Hauses genannt. Dieser Name ist auch im Urkataster 1931 verzeichnet. 1847 befand sich die Gastwirtschaft Spellerberg in dem Gebäude. 1869 wurden Grundstück und Gebäude von Anton Luigs erworben. Zusammen mit Heinrich Leistenschneider weitete er den traditionellen Brauereibetrieb unter der Firma Luigs & Leistenschneider industriell aus. Hierzu wurde das alte Haus abgerissen und durch das noch bestehende, traufständige Haus mit einem hohen Kellersockel, zwei Vollgeschossen und einem Dachgeschoss mit Drempel ersetzt. Reste des Altbaus blieben im Keller noch erhalten. Die klassizistische Straßenfassade bekam sieben Fensterachsen, dem Mitteleingang wurde eine Freitreppe – später wieder beseitigte – vorgelagert. Das Gebäude diente im Erdgeschoss als Brauereiausschank, im Obergeschoss als Wohnung und Brauereiverwaltung. Dahinter, im ehemaligen Garten entlang der Joseph-Kohlschein-Straße, der sich gem. Urkataster um 1831 noch in Eigentum der Familie Joseph Gabriel befunden hat, wurde ein Produktionsgebäude als einfache Ziegelbau errichtet. Die Bierlagerung erfolgte in Kellern am dahinterliegenden Burgberg. Um 1880 schied Leistenschneider aus dem Betrieb aus. 1906 übertrug Anton Luigs den Brauereiausschank seinem Sohn Heinrich Luigs. 1908 erwarb Anton Maier die Brauerei, nach seinem Tod im gleichen Jahr führte seine Witwe den Betrieb weiter. 1909 warb Karl Krane als Inhaber für das "Altstädter Brauhaus". Ihm folgte 1910 der Gastwirt Josef Tillmann, der zuvor Buchhalter der Brauerei gewesen war und zwei Jahre später die gesamte Brauerei kaufte. Er strukturierte sie als Aktiengesellschaft um. 1926 folgte ihm August Wohlfahrt als neuer Eigentümer und Betreiber. In den dreißiger Jahren wurde die Brauerei schließlich durch die "Aktien- und Vereinsbrauerei Paderborn" übernommen.

### Nutzung als Verwaltungsgebäude ab 1943
1943 erwarb die OHG Gebrüder Heitmann, deren Produktionsstätten in Köln zerstört worden waren, Grundstück und Gebäude und baute sie für ihre Zwecke um. Das unter Einbeziehung einiger Reste der Brauerei erneuerte Produktionsgebäude wurde bis in die 70er Jahre mehrfach erweitert und aufgestockt. Das ehemalige Gasthaus wurde im Stil der 50er Jahre behutsam modernisiert. 1988 wurden nach Auslagerung des Chemieunternehmens die Industriegebäude im Rahmen der Stadtsanierung komplett abgerissen und die Flächen danach durch die LEG NRW mit Sozialwohnungen und einer Tiefgarage bebaut. Das Haus Klockenstr. 8 wurde saniert und seitdem von Dienstleistungsbetrieben weiter als Bürogebäude genutzt.